# 罗溪镇 (进贤县)
罗溪镇是中华人民共和国江西省南昌市进贤县下辖的一个乡镇级行政单位。

## 行政区划
罗溪镇下辖以下地区：
罗溪社区、罗溪村、连塘村、坝塘村、谭叶村、塔岗村、三房村、章岗村、西昌村、北边村、回峰村和南阳村。

## 中国传统村落
2013年8月，旧厦村被评为第二批中国传统村落。